# Macarena Latorre
Verónica Lourdes Macarena Latorre (Zárate, Buenos Aires, Argentina, 19 de noviembre de 2002) es una futbolista argentina. Juega como defensora central en San Luis de la Primera División A.

## Trayectoria
Latorre es la más joven de diez hermanos. Comenzó a jugar al fútbol en Lima FC a los 14 años y tuvo un paso por Puerto Nuevo, ambos clubes del ascenso. Su primera experiencia en Primera División fue en 2020 con Excursionistas, club al que viajaba seis horas por día para entrenar.
Tras una buena temporada con 30 partidos jugados, en 2024 llegó a Talleres. En Córdoba, el club le aseguró el alquiler de un departamento en la ciudad. Ese año Talleres se consagró campeón y consiguió el ascenso a Primera, temporada en la que Latorre marcó tres goles y la defensa de las Matadoras recibió tan solo uno en 22 partidos. Para 2025, firmó su primer contrato profesional, uno de los primeros en la historia del club.
En 2025, rescindió su contrato para jugar en San Luis FC.

## Clubes
| Club           | País      | Año           |
| -------------- | --------- | ------------- |
| Lima FC        | Argentina | 2017-2018     |
| Puerto Nuevo   | Argentina | 2019          |
| Excursionistas | Argentina | 2020-2023     |
| Talleres       | Argentina | 2024-2025     |
| San Luis FC    | Argentina | 2025-presente |